# Házi Jenő
Házi Jenő (Vásárút, 1892. április 16. – Sopron, 1986. február 10.) történész, levéltáros, 1922-től vitéz, a Soproni Városi Levéltár utolsó főlevéltárosa, MTA levelező tagja (1938).

## Életpályája

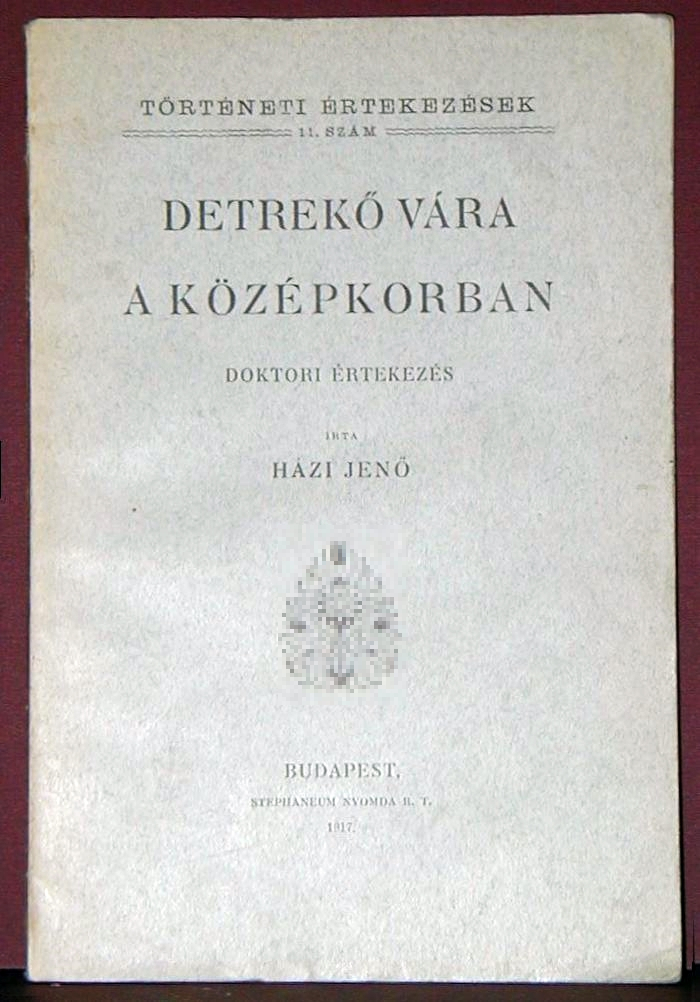
Házi Jenő doktori disszertációja

A Csallóközben született. A pozsonyi királyi katolikus gimnáziumban érettségizett. 1914-ben a budapesti tudományegyetemen történelem-földrajz szakos tanári oklevelet szerzett. Tanulmányait kitűnő bizonyítványokkal végezte. Doktori disszertációját Detrekő várának középkori történetéről írta. Az előző főlevéltáros, Kugler Alajos 1915-ös halálát követően 1917-ben pályázott a Soproni Városi Levéltárban megüresedő állásra. A város akkori főispánja, Bán Endre azonban minden pályázat mellőzésével, Csánki Dezső és Fejérpataky László ajánlására őt nevezte ki a városi főlevéltárnoki posztjára, de katonai szolgálata miatt ezt csak 1918-ban foglalhatta el. Hadnagyként szolgált Szászvárosban, Hunyad vármegyében. Az orosz és a román fronton harcolt. Vitézségéért 1915-ben Ferenc József királytól megkapta az Arany Vitézségi Érmet, 1917-ben IV. Károly királytól a Bronz Katonai Érdemérmet („SIgnum Laudis") a kardokkal, valamint Vilmos német császártól a névre szóló másodosztályú német Vaskeresztet. A katonai szolgálat alól 1918. szeptember közepén mentesült, mint súlyosan sebesült tiszt, akit harctéri szolgálatra alkalmatlannak minősítettek. Ekkor látott hozzá az elhanyagolt és rendezetlen levéltár rendezéséhez és okleveleinek kiadásához. A városban hamar gyökeret eresztett, megnősült, házat épített. 1921-ben részt vett a soproni népszavazás Magyarország melletti agitációjának megszervezésében. Legismertebb munkája, a Sopron szabad királyi város története című, 13 kötetes okmánytár is a szavazásnak köszönhető, mivel a törvényhatósági bizottság a szerencsés kimenetel feletti örömében, az első kötet megjelenését követően, határozatilag mondta ki, hogy a város történetét megíratja, vállalva a felmerülő költségeket. A megszavazott várostörténeti monográfia azonban nem készült el, erre Házi egyszemélyes munkálkodása nem volt elegendő. Vagyonos polgárként, konventtagként a későbbiekben is hozzájárult a várospolitika alakulásához. Levéltárelméleti kérdésekkel is foglalkozott. Munkásságáért 1938-ban a Magyar Tudományos Akadémia levelező tagjává választották. 1938-tól tagja volt az akkoriban meginduló Soproni Szemle szerkesztőbizottságának. A Gestapo 1944. december 16-án letartóztatta. 1946-ban a városi törvényvhatósági bizottság küldötteként eredményesen tiltakozott a kormánynál a német anyanyelvű soproniak kitelepítése ellen. 1948-ban lemondott a soproni Katolikus Konvent elnökségéről. 1950-ig, kényszernyugdíjazásáig állt a levéltár élén. A Soproni Városi Levéltárat az azonos törvényhatósági jogállású vármegyei levéltárral ezután vonták össze.

## Munkássága
Rendkívül sokrétű munkásságot fejtett ki. Több könyv, számtalan kisebb-nagyobb tanulmány jelent meg a tollából Sopron egyház- és zenetörténetéről, gyógyszerészetéről, a városi polgárjog megszervezéséről. Egyik legjelentősebb munkája a 13 kötetes oklevéltár megjelentetése, melyben 1526-ig bezárólag közölte a város összes oklevelét, végrendeletét, számadáskönyveit és egyéb feljegyzéseit. A legrégebbi anyagot, az 1162. és 1406. évek közötti 371 darab oklevelet egy kötetben még 1921 márciusában nyomtatásban kiadta. Soproni polgárcsaládok 1535–1848 című munkája a helytörténet- és családkutatás alapvető kézikönyve.

## Művei
- Detrekő vára a középkorban. Budapest, 1917
- Sopron szabad királyi város története I. 1-7., II. 1-6. 1921-43.
- Sopron szabad királyi város levéltára In: Levéltári Közlemények 1923 227-247.
- Sopron a régi magyar irodalomban. Budapest, 1937
- Sopron középkori egyháztörténete. Sopron, 1939
- Sopron város legrégibb német nyelvű oklevele. Soproni Szemle, 17. 1963. 2. - p. 169-170.
- Soproni polgárcsaládok. 1982
- Pozsony vármegye középkori földrajza. Pozsony, 2000

## Emléke
- Házi Jenő Alapítvány

## Külső hivatkozások
- Dr. Házi Jenő a soproni népszavazásról
- Győr-Moson-Sopron Megye Soproni Levéltárának története